# Миаляно
Миаля̀но (на италиански: Miagliano; на пиемонтски: Miajan, Миаян) е село и община в Северна Италия, провинция Биела, регион Пиемонт. Разположено е на 520 m надморска височина. Населението на общината е 633 души (към 2012 г.).
Това е втората най-малката община в Италия по-големина.